# Cristian David Gil
Cristian David Gil Hurtado (Pasto, Colombia, 5 de noviembre de 1996) es un futbolista colombiano naturalizado salvadoreño que juega de delantero centro en el  Luis Angel Firpo  de la Primera División de El Salvador. Además es internacional con la Selección de fútbol de El Salvador.
Cristian David es hijo del exfutbolista colombiano Cristian Ali Gil Mosquera y hermano de los también futbolistas del Deportes Tolima Mayer y Brayan.

## Selección de El Salvador
Cristian debutó con La Selecta el día 12 de diciembre de 2021 en un partido contra la Selección de Chile disputando 19' minutos del encuentro.

### Participaciones en Eliminatorias Mundialistas
| Torneo                                                        | Sede                           | Resultado       | Partidos | Goles |
| ------------------------------------------------------------- | ------------------------------ | --------------- | -------- | ----- |
| Clasificación de Concacaf para la Copa Mundial de Fútbol 2022 | Territorios asociados Concacaf | No clasificados | 3        | 1     |

## Clubes
Actualizado al último partido jugado el 30 de noviembre de 2024.
| Asociación Deportiva Chalatenango · El Salvador   | 1.ª                 | 2019                | 22  | 5  | - | - | - | - | 22  | 5  |
| Asociación Deportiva Chalatenango · El Salvador   | Total               | Total               | 22  | 5  | 0 | 0 | 0 | 0 | 22  | 5  |
| Asociación Deportiva Isidro Metapán · El Salvador | 1.ª                 | 2020-21             | 27  | 3  | - | - | - | - | 27  | 3  |
| Asociación Deportiva Isidro Metapán · El Salvador | 1.ª                 | 2021-22             | 37  | 12 | - | - | - | - | 37  | 12 |
| Asociación Deportiva Isidro Metapán · El Salvador | 1.ª                 | 2022                | 11  | 1  | - | - | - | - | 11  | 1  |
| Asociación Deportiva Isidro Metapán · El Salvador | Total               | Total               | 75  | 16 | 0 | 0 | 0 | 0 | 75  | 16 |
| Club Deportivo FAS · El Salvador                  | 1.ª                 | 2023                | 16  | 1  | - | - | - | - | 16  | 1  |
| Club Deportivo FAS · El Salvador                  | Total               | Total               | 16  | 1  | 0 | 0 | 0 | 0 | 16  | 1  |
| Club Deportivo Municipal Limeño · El Salvador     | 1.ª                 | 2023                | 15  | 5  | - | - | - | - | 15  | 5  |
| Club Deportivo Municipal Limeño · El Salvador     | Total               | Total               | 15  | 5  | 0 | 0 | 0 | 0 | 15  | 5  |
| Club Deportivo Dragón · El Salvador               | 1.ª                 | 2024                | 14  | 2  | - | - | - | - | 14  | 2  |
| Club Deportivo Dragón · El Salvador               | Total               | Total               | 14  | 2  | 0 | 0 | 0 | 0 | 14  | 2  |
| Club Deportivo Luis Ángel Firpo · El Salvador     | 1.ª                 | 2025-26             |     |    |   |   |   |   |     |    |
| Club Deportivo Luis Ángel Firpo · El Salvador     | Total               | Total               | 0   | 0  | 0 | 0 | 0 | 0 | 0   | 0  |
| Total en su carrera                               | Total en su carrera | Total en su carrera | 142 | 29 | 0 | 0 | 0 | 0 | 142 | 29 |
| (2) No incluye goles en partidos amistosos.       |                     |                     |     |    |   |   |   |   |     |    |

Segunda División de El Salvador/Reservas
| Club                                | País        | Año         |
| ----------------------------------- | ----------- | ----------- |
| Turín FESA Fútbol Club              | El Salvador | 2013 - 2015 |
| Club Social y Deportivo Vendaval    | El Salvador | 2015 - 2016 |
| Club Deportivo Fuerte San Francisco | El Salvador | 2016 - 2017 |
| Club Deportivo El Roble             | El Salvador | 2017        |
| Club Deportivo Atlético Marte       | El Salvador | 2018        |
| Brujos de Izalco                    | El Salvador | 2018        |
| Club Deportivo Platense             | El Salvador | 2019 - 2020 |
| C.D. Inca                           | El Salvador | 2025        |

## Estadísticas

### Selección
Actualizado al último partido jugado el 5 de julio de 2023.
| Mayores · El Salvador                                          | 2021                        | 1 | 0 | —  | — | — | — | 1  | 0 |
| Mayores · El Salvador                                          | 2022                        | 4 | 1 | 6  | 2 | — | — | 10 | 3 |
| Mayores · El Salvador                                          | 2023                        | 3 | 0 | 4  | 0 | — | — | 7  | 0 |
| Mayores · El Salvador                                          | Total                       | 8 | 1 | 10 | 2 | 0 | 0 | 18 | 3 |
| Total Selección El Salvador                                    | Total Selección El Salvador | 8 | 1 | 10 | 2 | 0 | 0 | 18 | 3 |
| (1) Incluye los partidos de: Eliminatorias Mundialistas (2022) |                             |   |   |    |   |   |   |    |   |